# 2021年シュタイアーマルクグランプリ
2021年シュタイアーマルクグランプリ (英: 2021 Styrian Grand Prix) は、2021年のF1世界選手権第8戦として、2021年6月27日にレッドブル・リンクで開催された。
正式名称は「FORMULA 1 BWT GROSSER PREIS DER STEIERMARK 2021」。

## 背景
新型コロナウイルス感染症の世界的流行による影響
4月末にカナダGP開催は事実上不可能と判断され、カナダGP開催週にトルコGPを代替レースとして開催されることが発表された。しかし、イギリス政府がトルコを渡航規制の対象に加えたため、トルコGPの開催も断念された（トルコGP自体はシンガポールGPの代替レースとして開催予定）。更にスケジュールが見直され、1週間前倒しでのフランスGPの開催とレッドブル・リンクでのシュタイアーマルクGPを追加することが決定された（他の情報は2021年のF1世界選手権#開催地・年間スケジュールを参照）。
タイヤ
本レースでピレリが持ち込むドライ用タイヤのコンパウンドはハード（白）：C2、ミディアム（黄）：C3、ソフト（赤）：C4の中間の組み合わせ。
その他
アストンマーティンのスポンサーを務めるBWTが第8戦シュタイアーマルクGPと第9戦オーストリアGPのタイトルスポンサーも務めることとなり、トラックサイドの看板、パルクフェルメや表彰台の壁面などがコーポレートカラーのピンク基調のデザインとなった。

## エントリーリスト
レギュラーシートについては前戦フランスGPから変更なし。ただし、アルファロメオはFP1に関してはキミ・ライコネンに代わってリザーブドライバーを務めているロバート・クビサが走行した。

## フリー走行
FP1
トップはマックス・フェルスタッペン。コース上でスピンする場面はあったものの、赤旗も含めたセッションを中断させるような事態はなく、何事もなく終えた。
FP2
FP2開始前、ピエール・ガスリーのマシンのパワーユニット（PU）にデータの異常が見つかり、セッションへの参加を見合わせる事（DNP）となった。それにより、アルファタウリは角田裕毅のみ走行することとなった。
フェルスタッペンがFP1に続いてトップ。同セッションでも、赤旗も含めたセッションを中断させるような事態はなく、何事もなく終えた。ルイス・ハミルトンはFP2内で最速タイムを刻んだが、トラックリミット違反によりタイムが抹消され、4番手で終わっている。また、バルテリ・ボッタスは、セッション終盤にピット作業の練習の一環として新たな発進操作を行った直後にピットレーン上でスピンを喫した。幸い怪我人が出なかったものの、ピット内での危険を招いたとして同GPの予選結果に対し3グリッド降格ペナルティ。更にペナルティポイント2点加算という裁定が下された。
FP3
ルイス・ハミルトンがトップ。しかし、この日も多くのラップタイムがトラックリミットによって抹消されたことや、トラフィックなどでアタックラップを断念したドライバーが居たことから、メディアはFP3の序列が実力通りではないと分析している。

## 予選
2021年6月26日 15:00 CEST(UTC+2)（文章の参照先）
マックス・フェルスタッペンが今季3度目のポールポジション（PP）を獲得。ランキング2位のルイス・ハミルトンはQ3で3セットの新品のソフトを投入したものの3番手で終えた。しかし、バルテリ・ボッタスのFP2でのペナルティにより、フロントロー（2番手）スタートとなった。

### 予選結果
| 順位                | No. | ドライバー                   | コンストラクター              | Q1       | Q2       | Q3       | Grid |
| ------------------- | --- | ---------------------------- | ----------------------------- | -------- | -------- | -------- | ---- |
| 1                   | 33  | マックス・フェルスタッペン   | レッドブル-ホンダ             | 1:04.489 | 1:04.433 | 1:03.841 | 1    |
| 2                   | 77  | バルテリ・ボッタス           | メルセデス                    | 1:04.537 | 1:04.443 | 1:04.035 | 51   |
| 3                   | 44  | ルイス・ハミルトン           | メルセデス                    | 1:04.672 | 1:04.512 | 1:04.067 | 2    |
| 4                   | 4   | ランド・ノリス               | マクラーレン-メルセデス       | 1:04.584 | 1:04.298 | 1:04.120 | 3    |
| 5                   | 11  | セルジオ・ペレス             | レッドブル-ホンダ             | 1:04.638 | 1:04.197 | 1:04.168 | 4    |
| 6                   | 10  | ピエール・ガスリー           | アルファタウリ-ホンダ         | 1:04.765 | 1:04.429 | 1:04.236 | 6    |
| 7                   | 16  | シャルル・ルクレール         | フェラーリ                    | 1:04.745 | 1:04.646 | 1:04.472 | 7    |
| 8                   | 22  | 角田裕毅                     | アルファタウリ-ホンダ         | 1:04.608 | 1:04.631 | 1:04.514 | 112  |
| 9                   | 14  | フェルナンド・アロンソ       | アルピーヌ-ルノー             | 1:04.971 | 1:04.582 | 1:04.574 | 8    |
| 10                  | 18  | ランス・ストロール           | アストンマーティン-メルセデス | 1:04.821 | 1:04.582 | 1:04.708 | 9    |
| 11                  | 63  | ジョージ・ラッセル           | ウィリアムズ-メルセデス       | 1:05.033 | 1:04.671 |          | 10   |
| 12                  | 55  | カルロス・サインツ           | フェラーリ                    | 1:04.859 | 1:04.800 |          | 12   |
| 13                  | 3   | ダニエル・リカルド           | マクラーレン-メルセデス       | 1:05.142 | 1:04.808 |          | 13   |
| 14                  | 5   | セバスチャン・ベッテル       | アストンマーティン-メルセデス | 1:05.051 | 1:04.875 |          | 14   |
| 15                  | 99  | アントニオ・ジョヴィナッツィ | アルファロメオ-フェラーリ     | 1:05.092 | 1:04.913 |          | 15   |
| 16                  | 6   | ニコラス・ラティフィ         | ウィリアムズ-メルセデス       | 1:05.175 |          |          | 16   |
| 17                  | 31  | エステバン・オコン           | アルピーヌ-ルノー             | 1:05.217 |          |          | 17   |
| 18                  | 7   | キミ・ライコネン             | アルファロメオ-フェラーリ     | 1:05.429 |          |          | 18   |
| 19                  | 47  | ミック・シューマッハ         | ハース-フェラーリ             | 1:06.041 |          |          | 19   |
| 20                  | 9   | ニキータ・マゼピン           | ハース-フェラーリ             | 1:06.192 |          |          | 20   |
| 107% time: 1:09.003 |     |                              |                               |          |          |          |      |
| ソース:             |     |                              |                               |          |          |          |      |

#### 追記
- ^1 – ボッタスは、プラクティス中のピットレーンでの危険な走行により3グリッド降格のペナルティ[11]。
- ^2 – 角田は、予選中にボッタスを妨害したことにより3グリッド降格のペナルティ[16]。

## 決勝
2021年6月27日 15:00 CEST(UTC+2)(文章の出典）
フェルスタッペンが全周回ラップリーダーとなり、5位以下を周回遅れにする圧勝だった。レース全体では、1周目にガスリーとルクレールとの接触を機に、ラティフィなど複数の車がダメージを負った他は特に混乱も起きなかった。

### レース結果
| 順位    | No. | ドライバー                   | コンストラクター              | 周回数 | タイム/リタイア原因  | Grid | Pts. |
| ------- | --- | ---------------------------- | ----------------------------- | ------ | -------------------- | ---- | ---- |
| 1       | 33  | マックス・フェルスタッペン   | レッドブル-ホンダ             | 71     | 1:22:18.925          | 1    | 25   |
| 2       | 44  | ルイス・ハミルトン           | メルセデス                    | 71     | +35.743              | 2    | 19FL |
| 3       | 77  | バルテリ・ボッタス           | メルセデス                    | 71     | +46.907              | 5    | 15   |
| 4       | 11  | セルジオ・ペレス             | レッドブル-ホンダ             | 71     | +47.434              | 4    | 12   |
| 5       | 4   | ランド・ノリス               | マクラーレン-メルセデス       | 70     | +1 Lap               | 3    | 10   |
| 6       | 55  | カルロス・サインツ           | フェラーリ                    | 70     | +1 Lap               | 12   | 8    |
| 7       | 16  | シャルル・ルクレール         | フェラーリ                    | 70     | +1 Lap               | 7    | 6    |
| 8       | 18  | ランス・ストロール           | アストンマーティン-メルセデス | 70     | +1 Lap               | 9    | 4    |
| 9       | 14  | フェルナンド・アロンソ       | アルピーヌ-ルノー             | 70     | +1 Lap               | 8    | 2    |
| 10      | 22  | 角田裕毅                     | アルファタウリ-ホンダ         | 70     | +1 Lap               | 11   | 1    |
| 11      | 7   | キミ・ライコネン             | アルファロメオ-フェラーリ     | 70     | +1 Lap               | 18   |      |
| 12      | 5   | セバスチャン・ベッテル       | アストンマーティン-メルセデス | 70     | +1 Lap               | 14   |      |
| 13      | 3   | ダニエル・リカルド           | マクラーレン-メルセデス       | 70     | +1 Lap               | 13   |      |
| 14      | 31  | エステバン・オコン           | アルピーヌ-ルノー             | 70     | +1 Lap               | 17   |      |
| 15      | 99  | アントニオ・ジョヴィナッツィ | アルファロメオ-フェラーリ     | 70     | +1 Lap               | 15   |      |
| 16      | 47  | ミック・シューマッハ         | ハース-フェラーリ             | 69     | +2 Laps              | 19   |      |
| 17      | 6   | ニコラス・ラティフィ         | ウィリアムズ-メルセデス       | 68     | +3 Laps              | 16   |      |
| 18      | 9   | ニキータ・マゼピン           | ハース-フェラーリ             | 68     | +3 Laps              | 20   |      |
| Ret     | 63  | ジョージ・ラッセル           | ウィリアムズ-メルセデス       | 36     | パワーユニット       | 10   |      |
| Ret     | 10  | ピエール・ガスリー           | アルファタウリ-ホンダ         | 1      | アクシデントダメージ | 6    |      |
| ソース: |     |                              |                               |        |                      |      |      |

#### 追記
- ^FL - ファステストラップの1点を含む

## 第8戦終了時点のランキング
|         | 順位 | ドライバー                 | ポイント |
| ------- | ---- | -------------------------- | -------- |
|         | 1    | マックス・フェルスタッペン | 156      |
|         | 2    | ルイス・ハミルトン         | 138      |
|         | 3    | セルジオ・ペレス           | 96       |
|         | 4    | ランド・ノリス             | 86       |
|         | 5    | バルテリ・ボッタス         | 74       |
| ソース: |      |                            |          |

|         | 順位 | コンストラクター        | ポイント |
| ------- | ---- | ----------------------- | -------- |
|         | 1    | レッドブル-ホンダ       | 252      |
|         | 2    | メルセデス              | 212      |
|         | 3    | マクラーレン-メルセデス | 120      |
|         | 4    | フェラーリ              | 108      |
|         | 5    | アルファタウリ-ホンダ   | 46       |
| ソース: |      |                         |          |

- 注：ドライバー、コンストラクター共にトップ5のみ表示。